# Commission de géographie urbaine de l'Union géographique internationale
La Commission de géographie urbaine de l'Union géographique internationale a été créée en 1976 lors de la conférence de l'UGI à Moscou. Le professeur Kasimierz Dziewonski de la Pologne a alors proposé la mise en place de cette commission afin d'étudier autant les villes des économies capitalistes que celles des économies socialistes.
Plus spécifiquement, la commission veut encourager la recherche sur les nouveaux défis urbains et favoriser les échanges entre géographes urbains à l'échelle internationale. Une telle mise en commun doit permettre d'évaluer l'utilité des solutions politiques et sociétales aux problèmes urbains.